# Morinda buchii
Morinda buchii är en måreväxtart som beskrevs av Ignatz Urban. Morinda buchii ingår i släktet Morinda och familjen måreväxter. Inga underarter finns listade i Catalogue of Life.